# ベライル (戦列艦)
HMS ベライル（英: HMS Belleisle）は18 - 19世紀のイギリス海軍の3等級戦列艦（74門艦）。トラファルガーの海戦で奮戦した。

## 経歴
本艦はフランスのテメレール級戦列艦リヨン（Lion）として1793年にロシュフォールで建造された。のち、フランス革命の進展に伴ってマラー（Marat）、そしてフォルミダブル（Formidable）と改名された。（「マラー」の名は1793年に暗殺されたジャコバン党員ジャン＝ポール・マラーに拠る。）
本艦は1793年11月6日の戦闘においてイギリス軍艦アレクサンダーを砲撃した。
フォルミダブルは、フランスのロリアン港の近くで1795年6月23日に行われたグロワ島の海戦で、イギリス軍艦バーフラーによって捕獲された。フォルミダブルはイギリス海軍に編入されたが、そのとき既にイギリス海軍には「フォーミダブル」という軍艦が存在したため、ベライル（Belleisle）と命名された。これは本艦が捕獲された場所がグロワ島（Île de Groix）沖であったにもかかわらず、ベル・イル島（Belle Île）沖と誤解されたことによるものである。

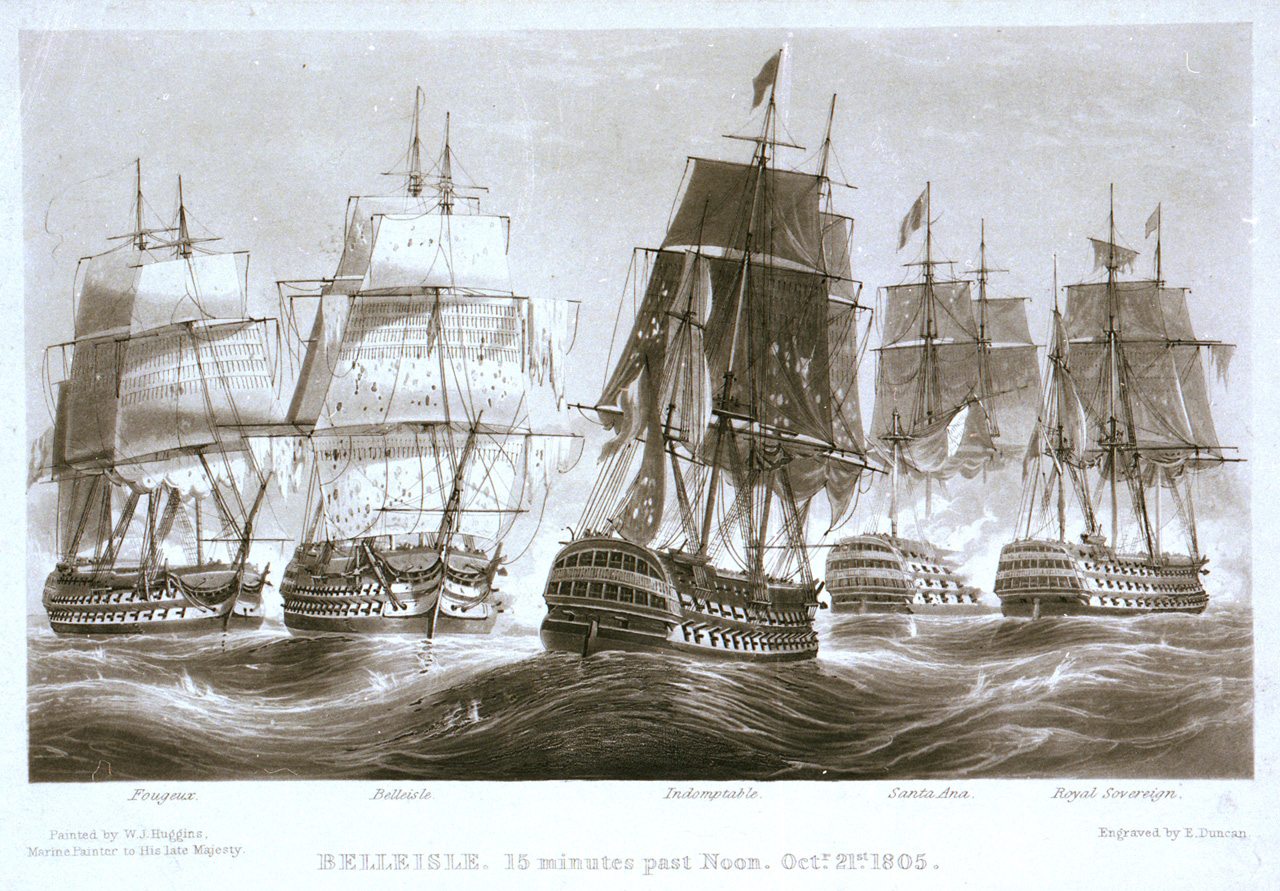
トラファルガーの海戦開始直後（午後0時15分）のベライル

ベライルは1805年のトラファルガーの海戦にウィリアム・ハーグッド艦長の指揮の下、風下戦列の2番艦として参加した。そしてフランス艦アシル（Achille）、エグル（Aigle）、ネプテューヌ（Neptune）およびフグー（Fougueux）と戦った。ほどなくすべてのマストを失い（これはイギリス艦で唯一である）、行動不能となったばかりか、落ちた帆や索具によって砲門が覆われたため戦うこともできなくなってしまったが、その後、戦列の後方の僚艦が救出に来るまで、45分間にわたって旗を翻し続けた。戦死者は33名、負傷者は93名だった。そしてその後、フリゲート・ナイアドによってジブラルタルまで曳航された。
ベライルは1811年からポーツマス港に置かれ、1814年に解体が決まった。

## 参考資料
- Belleisle
- Michael Phillips - Sailing ships of the Royal Navy B1. Ships of the Old Navy. Retrieved 21 January 2007.